# MOL (holding)
MOL (celým názvem Magyar Olaj – és Gázipari Részvénytársaság) je maďarský ropný a plynárenský koncern. Skupina MOL provozuje 3 rafinérie a 2 petrochemické závody v rámci integrovaného řízení dodavatelského řetězce v Maďarsku, na Slovensku a v Chorvatsku. Skupina MOL má také vlastní síť více než 2 200 čerpacích stanic v 13 zemích střední a jihovýchodní Evropy. Skupina provozuje také síť provozoven rychlého občerstvení a restaurací Fresh Corner zejména na svých čerpacích stanicích.
Do mezinárodní Skupiny MOL v České republice patří společnosti MOL Česká republika. S 808 čerpacími stanicemi je MOL druhým největším provozovatelem sítě čerpacích stanic na českém trhu. První čerpací stanice MOL v České republice byla otevřena 5. května 2015 v Praze na Barrandově.

## Historie
MOL vznikl 1. října 1991 spojením devíti státem vlastněných společností, proto se někdy uvádí rok založení předchůdců. Až do roku 1996 byl MOL státním podnikem. Nyní je akciovou společností s mnoha vlastníky. Jedním z akcionářů byl v minulosti ruský Surgutněftěgaz, který do roku 2011 vlastnil 21,2 % akcií.
Česká společnost ČEZ a maďarský MOL spolupracují od roku 2007, kdy se MOL bránil převzetí rakouskou rafinerskou firmou OMV. ČEZ poté koupil 7,7 milionu akcií MOL za 11 miliard korun. Později OMV ustoupil od převzetí a prodal již získané akcie MOLu právě ruské společnosti Surgutněftěgaz. V roce 2011 byl podíl ruské společnosti Maďarskem vykoupen zpět.
ČEZ se s maďarskou MOL dohodli také na dlouhodobé spolupráci na výstavbě kombinovaných zdrojů na výrobu elektřiny a tepla (paroplynové elektrárny). V dubnu roku 2010 byl ředitel ČEZu Martin Roman zvolen členem představenstva společnosti MOL.

## Dceřiné společnosti
- Alfagas Kft. (Maďarsko)
- Damašek Pobočka (Sýrie)
- Energopetrol d.d. (Bosna a Hercegovina)
- FGSZ Földgázszállító Zrt. (Maďarsko)
- Geoinform Kft. (Maďarsko)
- GES Geofizikai Szolgáltató Kft. (Maďarsko)
- Hawasina LLC Omán Branch (Omán)
- IES – Italiana Energia e Servizi SpA (Itálie)
- INA – Industrija Naft d.d. (Chorvatsko)
- INA Branch Office Angola (Angola)
- INA Branch Office Egypt (Egypt)
- INA Branch Office Namibie (Namibie)
- INTERINA d.o.o. (Slovinsko)
- INTERMOL d.o.o. (Srbsko)
- Kalegran Ltd Erbilu (Irák)
- MK Mineralkontor Kontor GmbH (Německo)
- MOL Austria Handels GmbH (Rakousko)
- MOL Caspian Oil and Gas Ltd. (Kazachstán)
- MOL Caspian Oil and Gas Ltd. (Maďarsko)
- MOL CZ Downstream Investment B.V. (Nizozemsko)
- MOL Česká republika, s.r.o. (Česko)
- MOL Energiakereskedő Kft. (Maďarsko)
- MOL Magyar Olaj-és Gázipari nyilvánosan Működő Részvénytársaság (Maďarsko)
- MOL Pakistan Oil and Gas Co. B.V. (Pákistán)
- MOL Petrochemicals (Rakousko)
- MOL Rumunsko Petrochemicals (Rumunsko)
- MOL Rumunsko PP SRL (Rumunsko)
- MOL Slovenija d.o.o. (Slovinsko)
- MOL Yemen Oil and Gas Ltd. (Jemen)
- Moltrade-Mineralimpex Rt (Maďarsko)
- Petrolszolg Kft. (Maďarsko)
- Roth-topné oleje GmbH (Rakousko)
- SLOVNAFT a.s. (Slovensko)
- Slovnaft Petrochemicals, s.r.o. (Slovensko)
- TVK InterChemol GmbH (Německo)
- TVK Italia Srl (Itálie)
- TVK Nyrt. (Maďarsko)
- TVK Ukraina o.o.o. (Ukrajina)
- TVK-Erőmű Termelő és Szolgáltató Kft. (Maďarsko)
- UBA Services Ltd. (Rusko)
- ZMB Ltd. (Rusko)